# Opius ocreatus
Opius ocreatus är en stekelart som beskrevs av Papp 1979. Opius ocreatus ingår i släktet Opius och familjen bracksteklar. Inga underarter finns listade i Catalogue of Life.